# 彭师宝
彭师宝，北宋上溪州（今湖南省永顺县西北）土官，下溪州（治今湖南省永顺县西北）刺史彭仕羲的儿子。
宋仁宗景祐年间，彭师宝知忠顺州。庆历四年（1044年），因其有罪，宋朝断绝其奉贡及岁赐。皇祐二年（1050年），彭师宝知上溪州。因其父抢夺自己的妻子，心怀怨恨，至和二年（1055年）举族抵达辰州，向北宋朝廷上告，说其父曾经杀死誓下十三州将，吞并其地，夺得官印，自称“如意大王”，补置官属，想要反叛作乱，请求宋军讨伐。他在嘉祐二年（1057年）以前去世。